# Salix parallelinervis
Salix parallelinervis är en videväxtart som beskrevs och namngavs av Björn Floderus. Salix parallelinervis ingår i släktet viden, och familjen videväxter. Inga underarter finns listade i Catalogue of Life.